# 姑田镇
姑田镇是福建省龙岩市连城县下辖的一个镇。
姑田镇位于连城县东部，姑田溪畔。相传古时董埔一少女出嫁，其姑赠田一丘陪嫁，传为美谈，此地由是得名姑田。东部和北部与永安小陶镇接壤，东南与赖源相邻，西南与曲溪毗连，西与文川相望，西北与塘前乡相依，是县东部重镇。1987年，全境319.18平方公里，耕地19021亩，自然村91个，划分为14个行政村，人口18550人，每平方公里58人，镇政府驻地下堡，离县城36公里。国道山广线公路经此。
姑田幅员广阔，山高岭峻，森林茂密，林地面积40余万亩，木材畜积量105万多立方米，仅次于赖源而居第二，是县内重点林区之一。
姑田镇土地总面积319平方公里， 地处龙岩与三明地区的交界处。交通便利，镇村公路发达；205 国道线穿越镇区，距离鹰厦铁路永安站70公里。姑田气候宜人，属亚热带湿润性季风气候，年平均气温18.3℃，无霜期220天。年平均降雨量1644毫米。

## 行政区划
姑田镇下辖以下地区：
永新社区、华垅村、上堡村、中堡村、下堡村、厚洋村、大洋地村、郭坑村、溪口村、城兜村、长较村、上余村、下余村、东华村和白莲村。

## 风俗
游大龙：起源于明朝万历年间下堡村邓屋。每年元宵夜，各家各户制作后连起来的二百多节、千米长的大龙，蜿蜒于乡间村野，穿行于大街小巷，蔚为壮观。